# B. Mikli Ferenc
B. Mikli Ferenc (Baja, 1921. november 28. – Baja, 2013. július 31.) magyar festőművész.

## Életpályája
1941–1946 között a Magyar Képzőművészeti Főiskola hallgatója volt, Rudnay Gyula tanítványaként. 1943–1945 között Rudnay Gyula tanársegédje volt a főiskolán. Tanulmányúton járt az NDK-ban, az NSZK-ban, Csehszlovákiában, Jugoszláviában, Romániában, Lengyelországban, Görögországban, Olaszországban, Spanyolországban, valamint Franciaországban és Belgiumban. 
1946-ban szervezésével létrejött a Bajai Művésztelep, amelyet Rudnay Gyula vezetett. 1947-től tanár volt a Rudnay Gyula által vezetett Bajai Képzőművészeti Körben; 1948-tól a csoport titkára volt, 1953-tól ő lett a kör vezetője.

### Munkássága
A Paksi, a Tokaji és a Hajdúböszörményi művésztelepen is dolgozott. Művészetére Rudnay Gyula festészete tett nagy hatást. Korai – drámai hangvételű – festészete után az 1960-as évekre alakult ki egyéni stílusa. Művészetének legnagyobb inspirálója szülőföldje volt, de olaszországi utazásai alatt szerzett élményei is hatottak festészetére. 
Lírai alkatú mester volt. Témáit, motívumait rendkívül érzékeny, oldott színezéssel jelenítette meg. 
Első munkáit olajtemperával festette, később akrillal és vegyes technikával dolgozott. Festészeti munkásságán kívül fontos volt az 50 évig folyamatosan végzett művészetpedagógusi tevékenysége. Művészi pályájának egyik legnagyobb munkája a bajai Megbékélés kápolnájának freskódísze.

## Kiállításai

### Egyéni
- 1942, 1954, 1969, 1982-1984, 1986, 1991 Baja
- 1957 Bácsalmás
- 1968 Békéscsaba
- 1969 Tokaj
- 1975 Kiskunfélegyháza, Kalocsa
- 1976 Kiskunhalas, Zombor
- 1977 Budapest, Kecskemét
- 1978 Császártöltés
- 1982 Bátmonostor
- 1983 Kecel
- 1987 Hatvan
- 1997, 1999 Budapest

### Válogatott, csoportos
- 1942 Firenze
- 1973 Baja
- 1975 Bukarest
- 1976 Budapest

## Díjai
- Firenze Város Díja (1942)
- Szeged Város Alkotói Díja (1963)
- a megyei házasságkötő terem díszítésére kiírt pályázat, I. díja (1966)
- Bács-Kiskun megyei Téli Tárlat, MESZÖV-díj (1969)
- Bács-Kiskun megyei tárlat nívódíj (1970)
- Szocialista Kultúráért díj (1971)
- Bács-Kiskun megyei Téli Tárlat, II. díj (1972)
- Nagy István-emlékérem (1973)
- Bács-Kiskun megyei Téli Tárlat, I. díj (1974)
- Bács-Kiskun Megye Művészeti díja (1975, 2013)[3]
- Egri Akvarell Biennálé díja (1978)
- Művészeti díj (1980)
- Baja Város Tanácsának díja (1983)
- Megyei díj (1985)
- Magyar Ezüst Érdemkereszt (2004)